# 大池 (行田市)

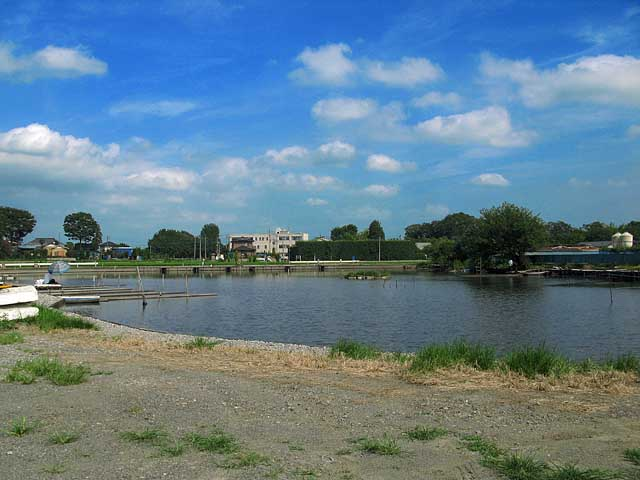
大池（2013年8月）

大池（おおいけ）は埼玉県行田市大字北河原（北河原地区）に所在する池である。

## 概要
池の周囲は土崩れ防止の護岸がなされているが、形状はほぼ昔のままの姿が残されている。南東方には行田市立北河原小学校が位置していた（2022年3月閉校）。大池の北方には福川が流下しており、大池と福川との間には二重堤防が所在している。池の周囲ではほぼ水面に近づくことが可能である。所在地周辺は主に水田などの農地となっており、その外側に集落が位置している。また、池には釣り場が設けられており、池の北側には駐車スペースが存在する。池の南部では2条の水路と接続しており、そのうち南へと延びる水路は北河原用水へと至っている。大池は切所沼・切戸池とも称され、福川の堤防が決壊した際の跡地である。今日では池の周囲は約400mとなっているが、明治期の記録では東西85間（約155m）・南北60間（約109m）・周囲6町（約655m）と記されている。

## 所在地
- 〒361-0001
- 埼玉県行田市大字北河原[2]